# Hanley Ramírez
Hanley Ramírez (* 23. Dezember 1983 in Samaná, Dominikanische Republik) ist ein dominikanischer Baseballspieler in der Major League Baseball (MLB) auf der Position des Shortstops. Ramírez begann als Kind in seiner Heimat Samaná mit dem Baseballspielen. Dort wurde er von den Spieler-Scouts Levy Ochoa und Julian Camilo entdeckt und 2005 von den Boston Red Sox unter Vertrag genommen. Er wurde zur Saison 2006 gemeinsam mit Aníbal Sánchez, Jesús Delgado und Harvey García im Austausch gegen Josh Beckett, Guillermo Mota und Mike Lowell von den Florida Marlins verpflichtet.

## Saison 2006
Ramírez wurde 2006 in der neu formierten Mannschaft der Marlins auf der Position des Shortstops eingesetzt. Er spielte eine herausragende Saison und wurde mit dem NL Rookie of the Year (Neuling des Jahres) ausgezeichnet, nachdem er mit 185 Hits, 119 Runs, 11 Triples und 51 Stolen Bases die Statistiken der Neulinge (Rookies) anführte. Außerdem brach er noch einige historische Rekorde und ist unter anderen neben den Baseballgrößen Ty Cobb und Tris Speaker erst der fünfte Spieler in der MLB mit 45 Doubles und mehr als 50 Stolen Bases in einer Saison.

## Saison 2007
Auch in seinem zweiten Spieljahr bei den Marlins setzte er seine starken Leistungen in der Offensive fort. Er konnte vor der Wahl zum All-Star einen Batting Average von .331 erzielen, dazu 35 RBIs und 14 Home Runs. Trotz dieser Leistungen wurde er nicht für das All-Star-Game berücksichtigt. Ramírez ist wegen seiner Schnelligkeit ein typischer Lead-Off-Hitter, hat aber nach Einschätzung vieler Experten auch das Potential, an Nummer drei oder vier der Batting Order zu schlagen. Im Juli 2007 kugelte er sich bei einem Schlagversuch die linke Schulter aus, eine Verletzung, die er schon früher einige Male erlitten hatte, nachdem er beim Winter Baseball in der Dominikanischen Republik unglücklich gefallen war. Dennoch wurde er bald wieder eingesetzt. In der gesamten Saison erzielte er einen Schlagdurchschnitt von .332, 29 Home Runs, 81 RBIs, 125 Runs und 51 Stolen Bases. Nur ein Home Run fehlte ihm, um der dritte Spieler in der Geschichte der MLB mit mehr als 30 Home Runs und 50 Stolen Bases zu werden. Bei der Wahl des MVP kam er in die Top Ten. Nach der Saison unterzog sich Ramírez einer Operation an der verletzten Schulter.

## Saison 2008
Die Florida Marlins schlossen den höchstdotierten Vertrag der Vereinsgeschichte vor der Saison 2008 mit Ramírez, nachdem mit Miguel Cabrera und Dontrelle Willis erneut zwei Schlüsselspieler abgegeben worden waren. Mit konstant guten Leistungen empfahl er sich wieder für das All-Star-Game und wurde in einer knappen Entscheidung gewählt. Beim letzten All-Star-Game im Yankee Stadium schlug er zwei Hits bei drei At-Bats und erzielte einen Run. Er wurde zum Spieler des Monats der National League im Juni 2008 gewählt, nachdem er wieder die Statistiken in vielen Bereichen anführte. Seine Leistungen bis dahin versprachen eine 40–40-Saison, also eine Saison mit 40 oder mehr Home Runs und Stolen Bases. Auch wenn es am Ende „nur“ zur 30–30-Saison reichte, reihte sich Ramírez damit in einen exklusiven Club von Spielern ein. Bei der Wahl zum MVP wurde er 2008 Elfter. Außerdem wurde er mit einem Silver Slugger Award ausgezeichnet.

## Saison 2009
Vor Beginn der Saison 2009 spielte Ramírez für die Dominikanische Republik bei der World Baseball Classic 2009. In der regulären Saison gelang ihm am 6. April 2009 in einem Spiel gegen die Washington Nationals der erste Grand-Slam-Homerun seiner Karriere. Zur Saisonmitte wurde zum zweiten Mal in das All-Star-Team der NL berufen. Am 6. September schlug er seinen 100. Homerun. Mit einem Batting Average von .342 führte er die National League an. Er wurde mit einem Silver Slugger Award ausgezeichnet und lag in der Abstimmung über den MVP der NL auf dem zweiten Platz hinter Albert Pujols.

## Saison 2010
In der Saison 2010 wurde Ramírez zum dritten Mal in Folge in das All-Star-Team der NL gewählt. Er nahm außerdem am Home Run Derby während der All-Star-Woche teil und wurde Zweiter hinter David Ortiz. Am 7. August schlug er den ersten Walk-Off-Homerun seiner Karriere in einem Spiel gegen die St. Louis Cardinals. Am 15. September erlitt er in einem Spiel gegen die Philadelphia Phillies eine Ellbogenverletzung, die seine Saison beendete. Für 2010 hatte er einen Batting Average von .300 bei 21 Homeruns, 76 RBIs, 32 gestohlene Bases und 92 Runs.

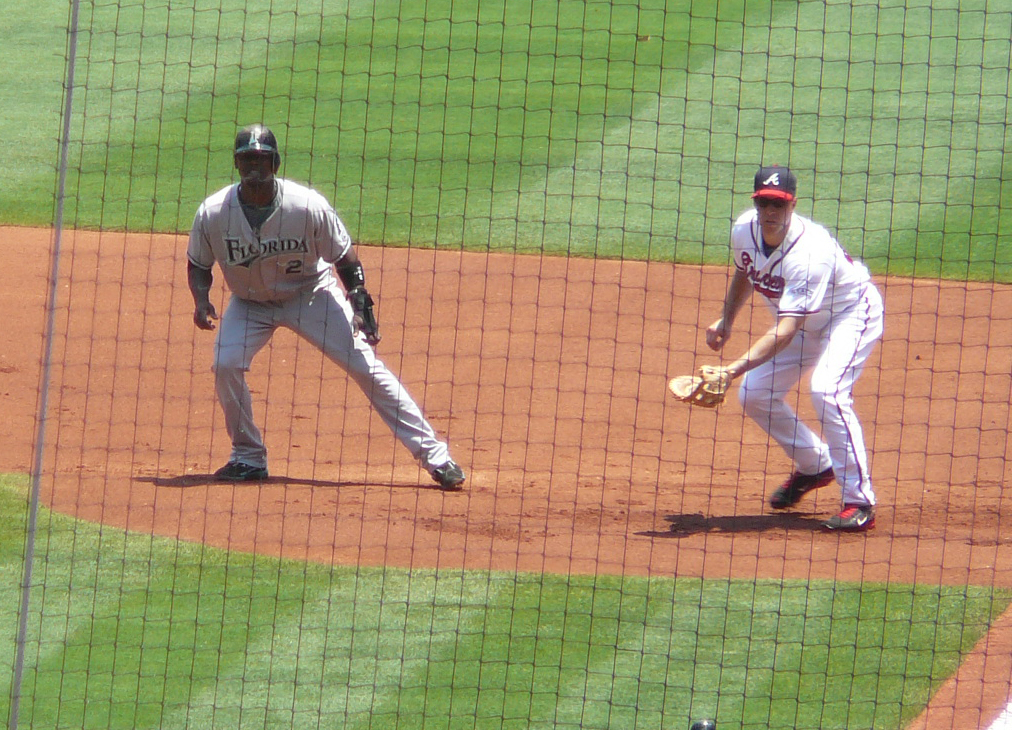
Ramírez an der ersten Base
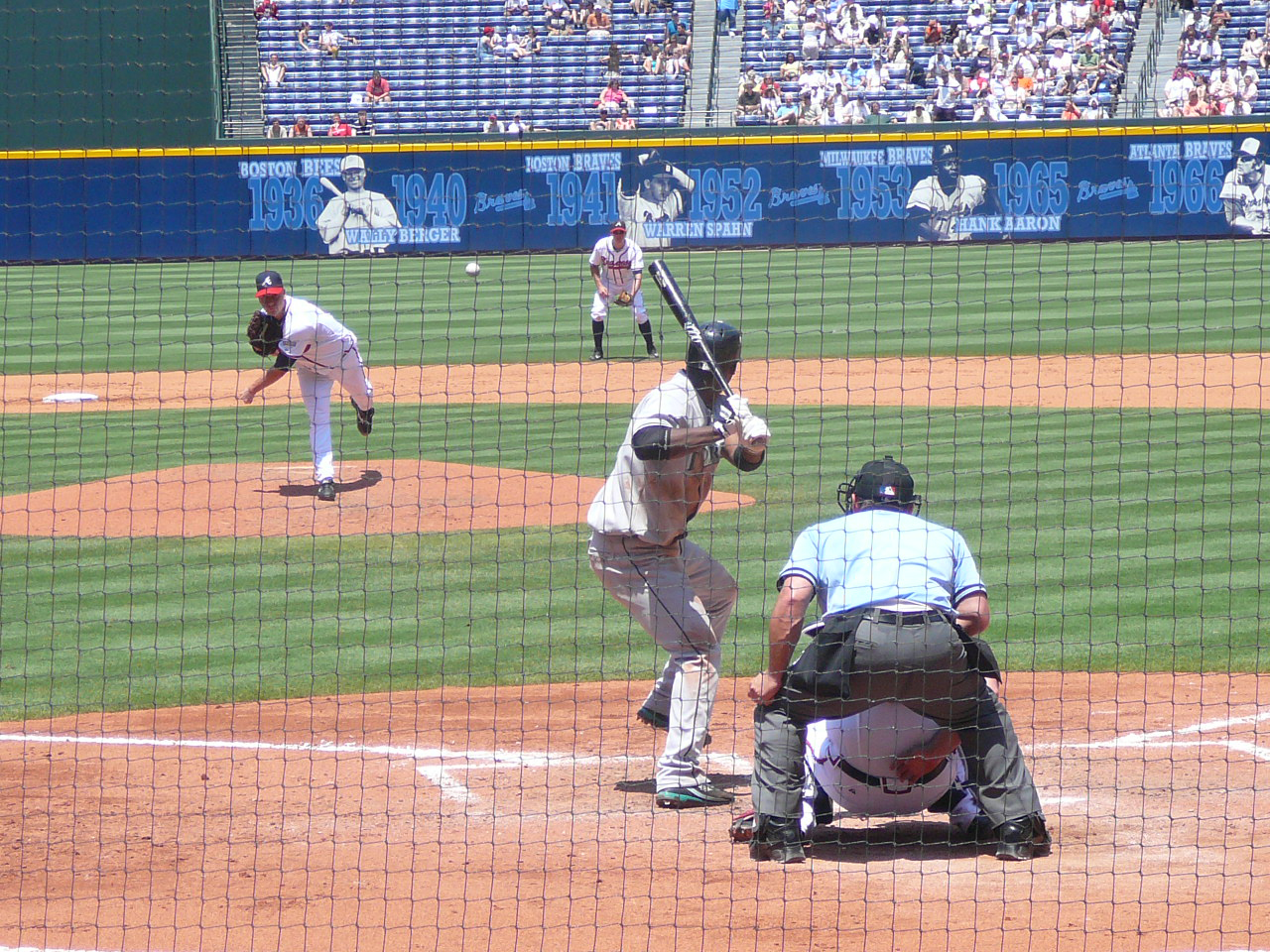
Am Schlag gegen Tom Glavine

## Privates
Ramírez ist verheiratet und hat mit seiner Frau Elisabeth zwei Söhne, Hanley Ramírez Jr. (* 2004) und Hansel (* 2007).